# 小斯蒂芬·比奇特尔
小斯蒂芬·戴维森·比奇特尔（英語：Stephen Davison Bechtel Jr.，1925年5月10日—2021年3月15日）是美国商人和土木工程师。 他和他的儿子莱利是柏克德公司的共同所有者。 小斯蒂芬是斯蒂芬·戴维森·比奇特尔（Stephen Davison Bechtel Sr.）的儿子，也是创立柏克德公司（Bechtel Corporation）的沃伦·比奇特尔（Warren A. Bechtel）的孙子。